# Sylvester Barrett
Sylvester A. Barrett (ur. 18 maja 1926 w Darragh koło Ennis, zm. 8 maja 2002) – irlandzki polityk, deputowany krajowy, minister środowiska (1977–1980), minister obrony (1980–1981), poseł do Parlamentu Europejskiego II kadencji.

## Życiorys
Jego ojciec Frank był jednym z założycieli Fianna Fáil, po jego wczesnej śmierci od 1930 wychowaniem Sylvestra Barretta zajęło się wujostwo. Podjął nieukończone studia inżynierskie na University College Galway, następnie przez dwa lata był kadetem w wojsku. Przez kilka lat przebywał w Anglii. Później pracował jako poborca podatków, prowadził też firmę aukcyjną. Należał do władz krajowego związku pracowników samorządowych. Wstąpił do Fianna Fáil. W 1968 po raz pierwszy uzyskał mandat w wyborach uzupełniających do Dáil Éireann, sześciokrotnie z powodzeniem ubiegał się o reelekcję (w 1969, 1973, 1977, 1971, lutym 1982 i listopadzie 1982). Był członkiem gabinetów Jacka Lyncha i Charlesa Haugheya, zajmował stanowiska ministra środowiska (od lipca 1977 do października 1980) i obrony (od października 1980 do czerwca 1981). Od marca do grudnia 1982 pozostawał ministrem stanu w departamencie finansów. Dołączył do przeciwników premiera Charlesa Haugheya, w 1982 głosował za jego odwołaniem z funkcji lidera FF. W 1984 wybrano go do Parlamentu Europejskiego II kadencji, gdzie przystąpił do Europejskiego Sojuszu Demokratycznego. Nie kandydował w wyborach krajowych w 1987 ani europejskich w 1989.

## Życie prywatne
Od 1952 był żonaty z Mary Tubridy, mieli czterech synów.